# Laterna magika
 (septembre 2019).
Si vous disposez d'ouvrages ou d'articles de référence ou si vous connaissez des sites web de qualité traitant du thème abordé ici, merci de compléter l'article en donnant les références utiles à sa vérifiabilité et en les liant à la section « Notes et références ».
Laterna magika est un programme culturel tchécoslovaque créé et présenté à l'Expo '58 à Bruxelles en Belgique, puis réinstallé à Prague, alors en Tchécoslovaquie. Pendant environ deux années, deux copies du programme d'origine ont fait des tournées dans le monde entier.

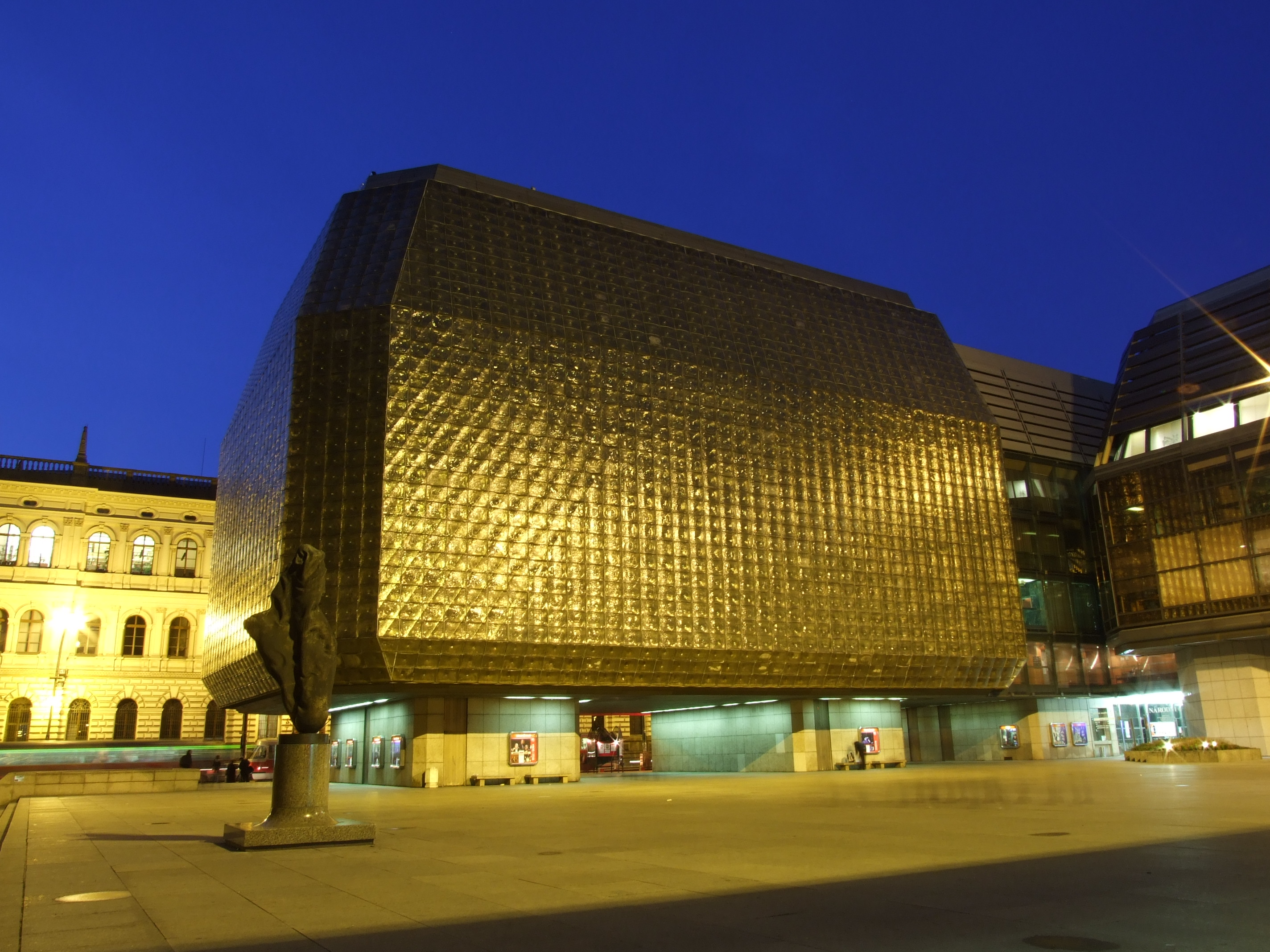
Théâtre national de Prague, également le nouveau Laterna Magica, construit dans les années 1980. Photo de 2008.

Laterna magika, inventée par Alfréd Radok, représente  une nouvelle forme de théâtre polyphonique, associant le théâtre, l'opéra, le ballet, le cinéma d'art et le film documentaire, la musique symphonique, le jazz, le sport, etc. dans un ensemble ludique où tous les éléments dialoguent, chacun d'eux pouvant devenir par moments l'élément central. 

## Historique

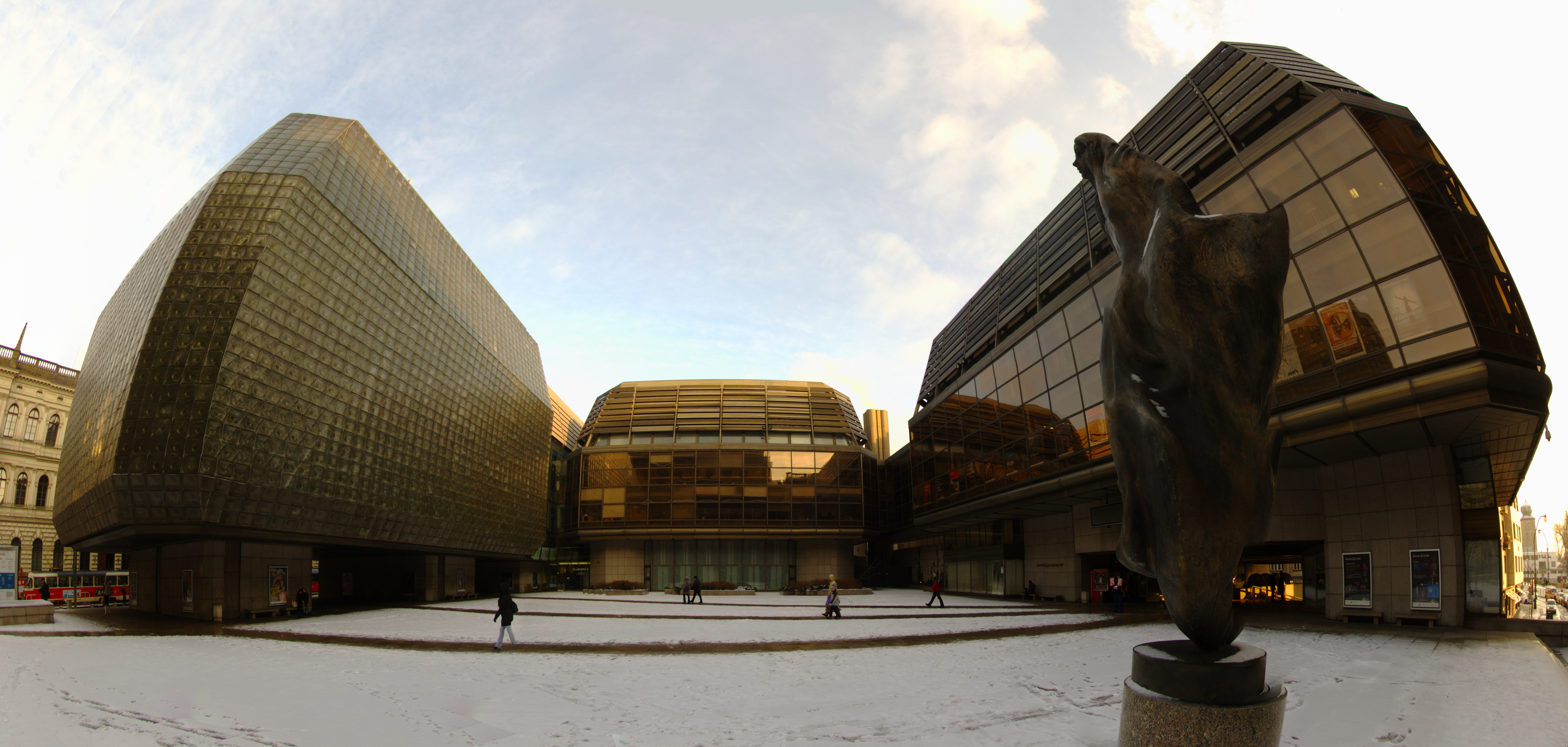
Vue panoramique des bâtiments de Laterna Magika, vus du côté de l'ancien bâtiment du Théâtre national tchèque, près de la rive de la Vltava, à Prague.

En 1956 la Tchécoslovaquie se prépare à présenter à l'Exposition universelle de Bruxelles, qui aura lieu deux années plus tard, un pavillon culturel. Il doit être exceptionnel. Il s'agit de créer une carte de visite favorable du régime communiste mais, à cette époque, la Tchécoslovaquie n'a pas grande chose à proposer, à part sa culture et ses paysages. Toute une pléiade d'« artistes nationaux » n'arrivant pas à inventer un tel événement pendant un an et demi, on ressort in extremis Alfréd Radok de son « exil » (pour des raisons politiques, il était relégué dans un théâtre itinérant de province), on lui donne « carte blanche » et des moyens illimités. 
En six mois, Radok réalise, avec son frère Emil, le cinéaste Miloš Forman et le scénographe Josef Svoboda, la Laterna magika, une nouvelle forme de théâtre polyphonique, associant le théâtre, l'opéra, le ballet, le cinéma, la musique symphonique, le jazz, le sport, des commentaires de propagande en trois langues gérés comme un jeu entre trois images de la même actrice, des projections de films documentaires sur l'industrie, l'agriculture et les lieux touristiques, tout cela en mouvement sur un plateau équipé de tapis roulants, trappes, ascenseurs, écrans de cinéma fixes et mobiles, d'innombrables projecteurs dont certains inventés pour l'occasion... créant un ensemble où tous ces éléments s'interpénètrent dans un ensemble éblouissant. 
Techniquement, la Laterna magika est tellement complexe qu’elle doit être gérée par un (énorme) ordinateur. C'est dans doute la première fois que l'informatique est utilisée au théâtre, d'emblée comme un des éléments décisifs. 
Le succès de la Laterna magika a été tel que la Tchécoslovaquie a dû fabriquer deux copies pour répondre à toutes les demandes de tournées. La version originale a été installée à Prague mais Radok n'a pas eu le droit de créer un nouveau programme. Son nom a même disparu du dépliant. Par la suite, personne, même pas Josef Svoboda, n'a réussi à maîtriser cet outil et la Laterna magika alternait des projections de films accompagnées d'une action sur scène ou, inversement, des spectacles illustrés par des films. (Aujourd'hui, la Laterna magika de Prague n'a plus rien à voir avec le projet de Radok.)
Nombre de personnalités réputées, tant des réalisateurs que des chorégraphes, des compositeurs et des conseillers dramatiques ont coopéré à l'élaboration de la Laterna magika, notamment Rudolf Rokl, Jiří Šlitr, Oldřich František Korte, Zdeněk Mahler, Evald Schorm, Miloš Forman, Jiří Trnka, Ján Kadár, Elmar Klos, Ján Roháč, Jiří Srnec, Jan Švankmajer et Juraj Jakubisko.
En plus de cinquante ans d'existence de la Laterna magika, plus de trente spectacles ont été créés et des tournées présentant des projets expérimentaux ont pu être remarquées dans le monde entier.  
En dehors du monde du théâtre, le bâtiment de Laterna magika est aussi connu pour avoir été le siège du Forum civique lors de la révolution de Velours en 1989.